# Фильтр Саллена — Ки
Фильтр Са́ллена — Ки — один из типов активных электронных фильтров 2-го порядка.
Реализуется в виде электронной схемы с двумя резисторами, двумя конденсаторами и активным элементом (например, с операционным усилителем), в совокупности образующих фильтр с передаточной функцией второго порядка. Фильтры более высокого порядка могут быть реализованы включением нескольких фильтров последовательно, причём для реализации фильтра с нечётным порядком в цепочку фильтров включают по крайней мере один фильтр 1-го порядка.
Описываемая схема также известна как VCVS-фильтр (англ. voltage-controlled voltage source) источник напряжения, управляемый напряжением — ИНУН. Иногда её называют «фильтром с многопетлевой обратной связью».
Назван в честь исследователей из Массачусетского технологического института Роя Саллена (англ. Roy Pines Sallen) и Эдвина Ки (англ. Edwin L. Key), предложивших структуру такого фильтра в 1955 году.
Для упрощения формул фильтры, описанные в этой статье, кроме полосового фильтра, имеют коэффициент усиления в полосе пропускания равный единице (0 дБ). Реальные фильтры Саллена — Ки могут иметь произвольный коэффициент усиления, задаваемый резистивным делителем напряжения в отрицательной обратной связи усилительного компонента, например, операционного усилителя (ОУ), как показано в схеме полосового фильтра.

## Фильтр нижних частот

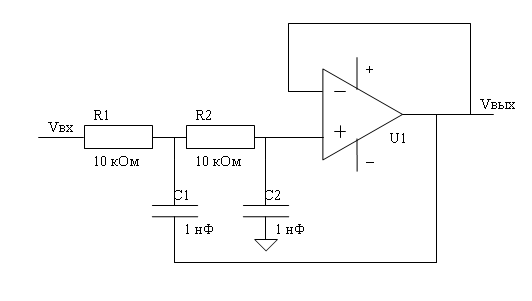
Вариант фильтра нижних частот с единичным усилением в полосе пропускания.

Операционный усилитель в данной схеме включён по схеме повторителя напряжения.
В общем случае частота среза {\displaystyle F_{c}} и добротность фильтра {\displaystyle Q} задаются следующими выражениями:
{\displaystyle F_{c}={\frac {1}{2\pi {\sqrt {R_{1}R_{2}C_{1}C_{2}}}}}}
{\displaystyle Q={\frac {\sqrt {R_{1}R_{2}C_{1}C_{2}}}{C_{2}(R_{1}+R_{2})}}}
К примеру, представленная на рисунке схема с указанными номиналами компонентов имеет частоту среза 15,9 кГц и добротность 0,5.
Передаточная функция фильтра:
{\displaystyle H(s)={\frac {1}{1+C_{2}(R_{1}+R_{2})s+C_{1}C_{2}R_{1}R_{2}s^{2}}},}
где {\displaystyle s} — оператор Лапласа.
При формальной замене {\displaystyle s=j\omega } получаем комплексную передаточную характеристику в виде:
{\displaystyle H(\omega )={\frac {1}{1+jC_{2}(R_{1}+R_{2})\omega -C_{1}C_{2}R_{1}R_{2}\omega ^{2}}}.}

## Фильтр верхних частот

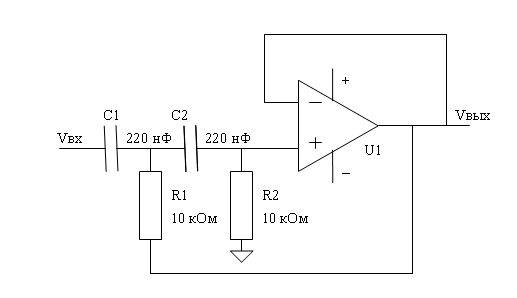
Вариант фильтра верхних частот с частотой среза в 72 Гц и добротностью 0,5.

Соответствующие выражение для частоты среза:
{\displaystyle F_{c}={\frac {1}{2\pi {\sqrt {R_{1}R_{2}C_{1}C_{2}}}}}}
и добротности:
{\displaystyle Q={\frac {R_{2}C_{x}}{\sqrt {R_{1}R_{2}C_{1}C_{2}}}}},
где
{\displaystyle C_{x}=C_{1}\|C_{2}={\frac {C_{1}C_{2}}{C_{1}+C_{2}}}}.

## Полосовой фильтр
Резонансная частота:
{\displaystyle F_{c}={\frac {1}{2\pi }}{\sqrt {\frac {R_{f}+R_{1}}{C_{1}C_{2}R_{1}R_{2}R_{f}}}}}

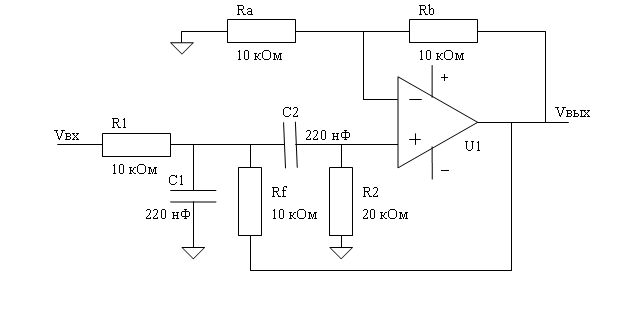
Вариант полосового фильтра.

Делитель напряжений в обратной связи задаёт коэффициент передачи фильтра на резонансной частоте. ОУ включён по схеме неинвертирующего усилителя и его собственный коэффициент усиления {\displaystyle G} выражается:
{\displaystyle G=1+{\frac {R_{b}}{R_{a}}}},
и усиление этого полосового фильтра на резонансной частоте:
{\displaystyle A={\frac {G}{3-G}}}.
Важно заметить, что коэффициент {\displaystyle G} не должен превышать 3, в противном случае фильтр потеряет устойчивость и будет генерировать колебания.

## Ограничения
Фильтры со структурой Саллена — Ки порядка более двух неприменимы из-за потери устойчивости. Обойти данное ограничение позволяет последовательное соединение нескольких активных фильтров второго порядка.